# PC Actual
PC Actual fue una revista generalista española especializada en informática, perteneciente al grupo editorial RBA.
Fue fundada en 1988 con el nombre de PC Magazine Actual y rebautizada en 1991 con el nombre de PC Actual.
Según datos de 2009, la revista contaría con 326.000 lectores (EGM, 2ª oleada).
El 11 de julio de 2013, PC Actual anuncia su cierre por decisión de RBA, al menos en lo referente a la versión en papel.

## Secciones
La revista se divide en las siguientes secciones:
- Actualidad: Recoge las novedades del sector tecnológico así como noticias y una sección de opinión bajo el nombre de Lógica discreta firmada por Javier Candeira. También ofrece un espacio para que los lectores expresen su opinión y otra columna firmada por Javier Renovell.
- Tema de portada:  Comparativas de productos y tutoriales clasificados por orden de dificultad.
- Hardware. Se analizan y se comparan productos de hardware y se realizan reportajes.
- Software: En esta sección, al igual que en Hardware, se realizan análisis y reportajes de productos.
- Internet: Reportajes y noticias de internet, además de análisis de servicios en línea.
- PC Práctico: En esta sección se muestran trucos y consejos ordenados según su dificultad.
- Ocio: En esta sección se recogen las novedades del mundo de los videojuegos. La subsección Agenda recoge novedades del cine, música y teatro.